# Margot Höjering
Margot Sarah Höjering, född Hirsch 2 februari 1920, död 29 juli 2013 i Engelbrekts församling i Stockholm, var en svensk förlagschef. 
År 1987 tilldelades Höjering Samfundet S:t Eriks plakett.
I syfte att öka forskningen kring Stockholm och dess historia avskilde förlagschef Margot Höjering i augusti 2001 aktier till Samfundet S:t Erik, att användas till en stiftelse med namnet Stiftelsen Höjerings Bokförlag för Stockholmiana. Namnet Höjerings bokförlag har dock en längre historik.
Höjerings livskamrat sedan 1993 var journalisten Olle Bengtzon (1919–2009). Hon var dotter till direktör Erik Hirsch och Lisa Sachs samt syster till Greta Hirsch som var gift med Erik Wästberg. Margot Höjering är gravsatt i minneslunden på Galärvarvskyrkogården i Stockholm.